# Detective Conan: El fantasma de Baker Street
Detective Conan: El fantasma de Baker Street (名探偵コナン ベイカー街の亡霊 Meitantei Konan: Beikā Sutorīto no Bōrei?) es el título del sexto largometraje de la serie de anime y manga Detective Conan estrenado en Japón el 20 de abril del 2002. La película recaudó 3.4 billones de yens